# Nages-et-Solorgues
Nages-et-Solorgues là một xã trong vùng Occitanie. Xã Nages-et-Solorgues nằm ở khu vực có độ cao trung bình 42 mét trên mực nước biển.